# ВАЗ-2151
ВАЗ-2151 «Неоклассика» — концепт-кар универсала, продемонстрированный на Московском международном автосалоне в 2002 году.
Планировалось, что эта машина заменит морально устаревшие модели ВАЗ-2105, ВАЗ-2104 и ВАЗ-2107. Она была спроектирована на платформе автомобилей классической компоновки, сборка должна была проводиться на том же оборудовании, на котором выпускались «Жигули», а кроме того, часть узлов и агрегатов были позаимствованы у более современных выпускаемых моделей. Всё это до минимума сокращало затраты на производство и позволяло предложить потребителю автомобиль по весьма низкой цене.

## Название
Первоначальное название проекта — «Стрежень», от которого в дальнейшем отказались в пользу «Неоклассики». Внутризаводской индекс модели также планировалось изменить на 2170 для седанов и 2171 для универсалов.

## Экстерьер
По задумке дизайнеров, новая модель должна была во внешнем виде показать преемственность с «классикой». На первых макетах круглые головные фары и задняя оптика, а также некоторые элементы кузова подчёркивали сходство с ВАЗ-2102. Однако от этого решения впоследствии отказались, и собранный образец стал более похож на ВАЗ-2104.

## Конструкция
Двигатель впрысковой 11187 1,7 л. от предсерийной Калины, экологического класса Евро-3, вместе с модернизированной КПП от Шевроле-Нивы. Передняя подвеска Мак-Ферсон с треугольным рычагом и пружинно-амортизационной стойкой, задняя — неразрезной мост на продольных рычагах с тягой Панара. Рулевое управление — реечное, с нижнем расположением на подрамнике. Электроусилитель руля уже для базовой версии, оригинальной конструкции. Элементы салона заимствованы у Калины.
По габаритам «Неоклассика» намного больше универсала ВАЗ-2104, она растянута на 200 мм и шире на 60 мм, а по высоте почти сравнялась с минивэном — 1535 мм (прибавка в 92 мм). Багажник — 500 литров.

## Критика проекта
Использование для выпуска «Неоклассики» оборудования тридцатилетней давности, а также некоторых узлов от устаревших моделей могло отрицательно повлиять на качество конечной продукции. Недостаточность собственных средств не позволила поставить модель на конвейер. В случае же удачного нахождения инвестора для организации серийного производства было бы неоправданно создавать автомобиль с использованием устаревших технических решений, целесообразней было создание принципиально новой модели.

## Галерея

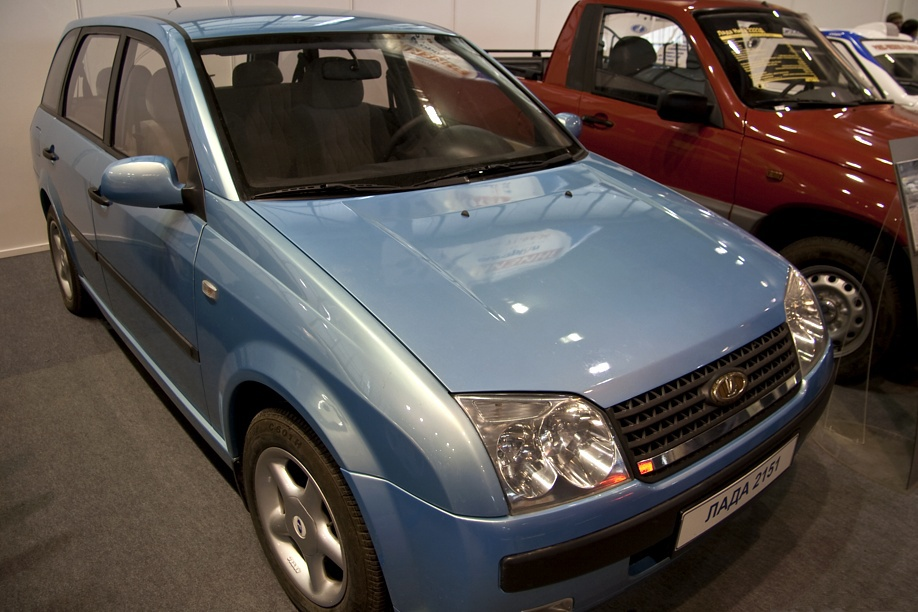
Lada-2151.
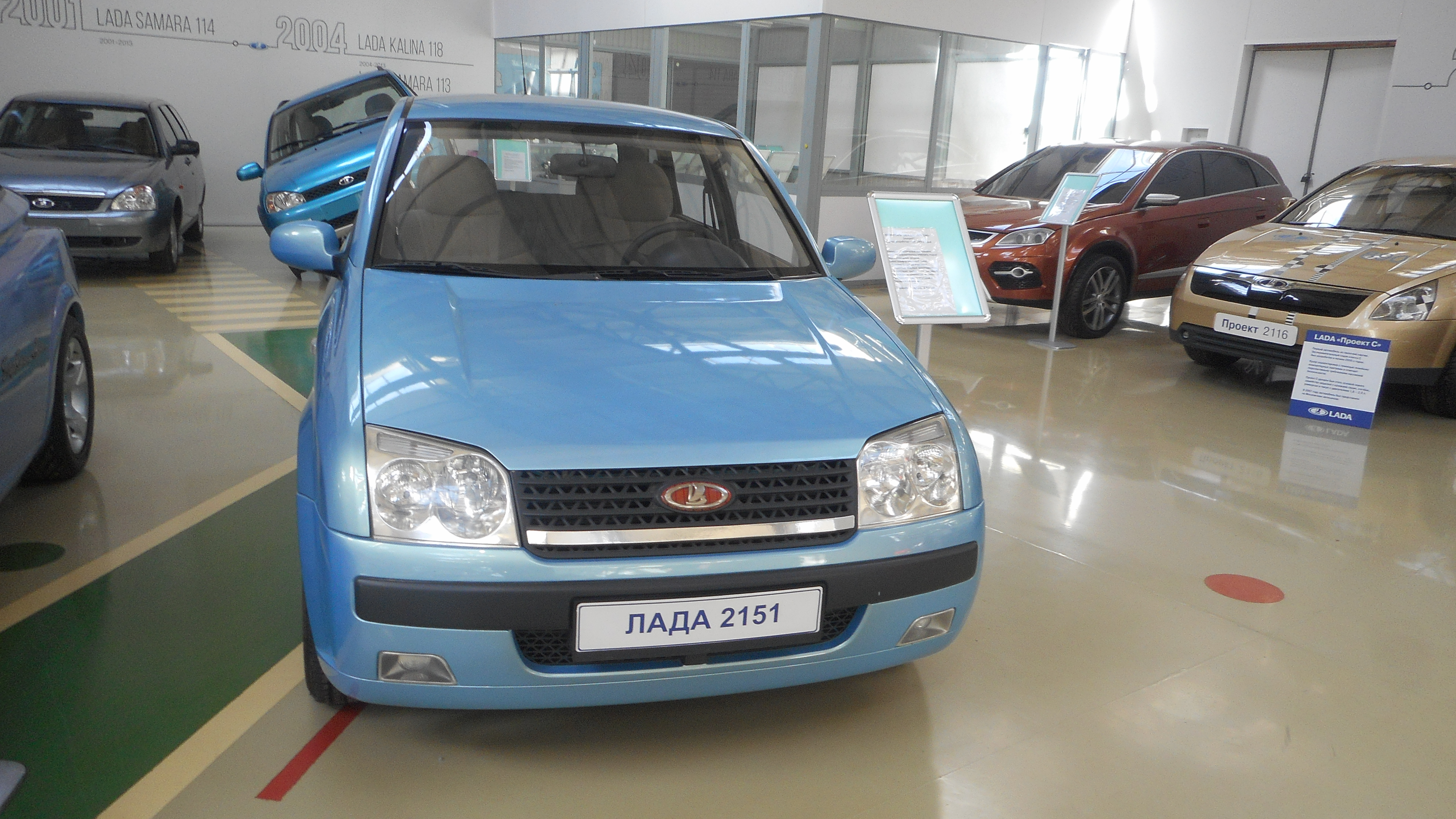
Lada 2151 classic, музей истории ВАЗа, 2018г.
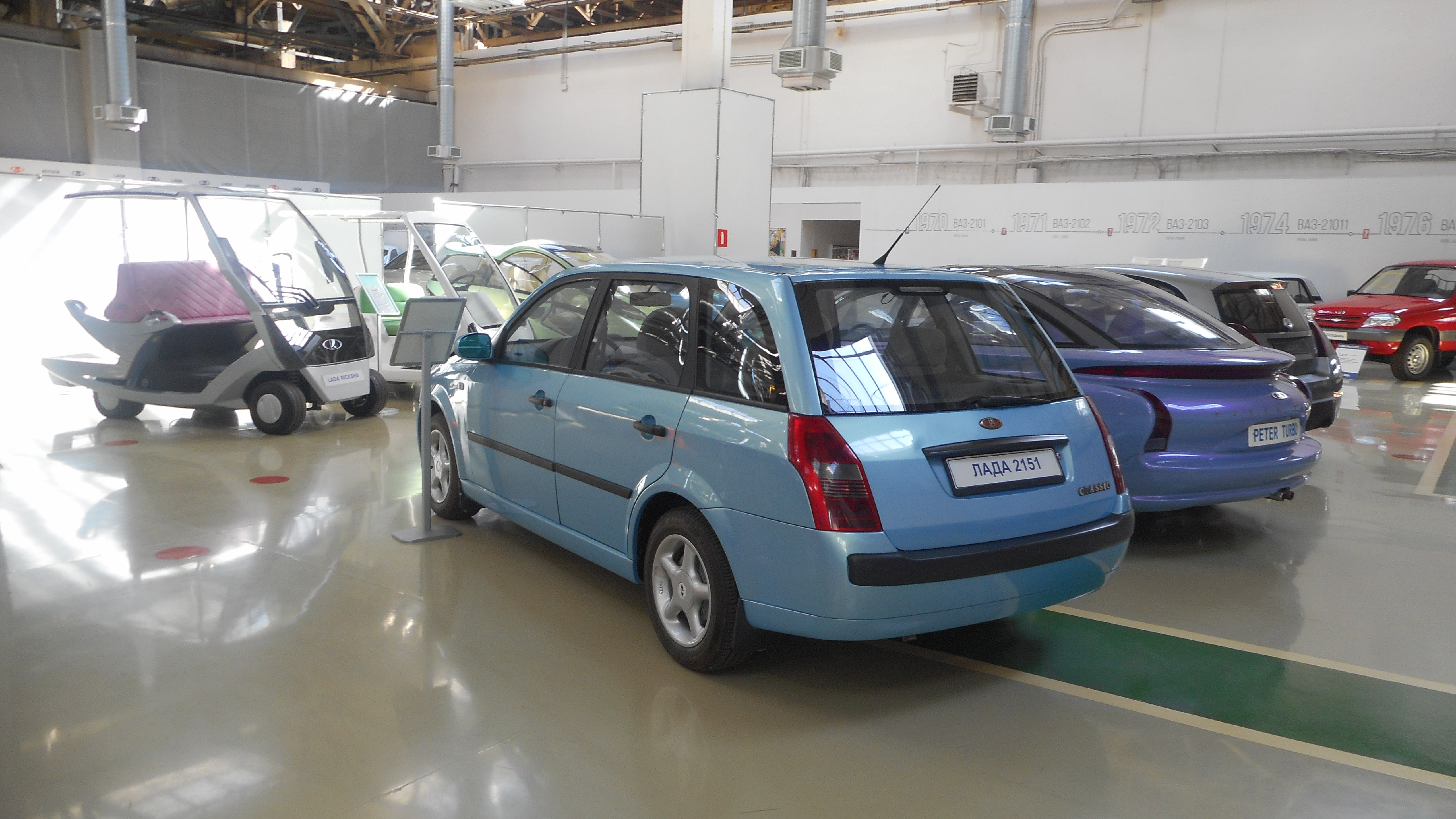
Lada 2151 classic, музей истории ВАЗа, 2018г.
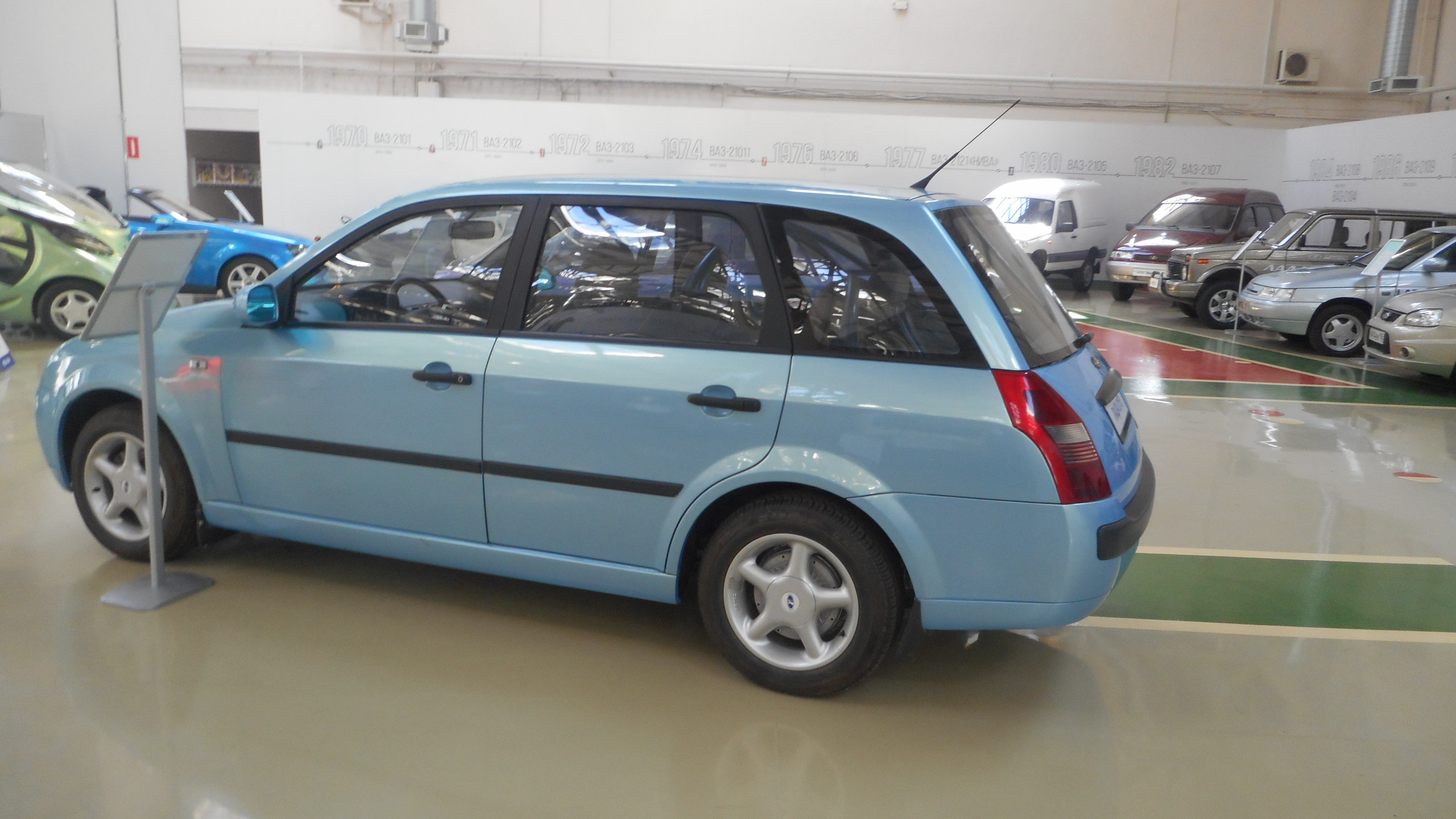
Lada 2151 classic, музей истории ВАЗа, 2018г.